# Ünloco
Ünloco – amerykańska grupa muzyczna grająca nu metal, działająca w latach 2000–2003.

## Historia zespołu
Zespół Ünloco został założony w Teksasie przez wokalistę grupy Joey Duenas. W tym samym roku zespół nagrał sześciościeżkowy EP zatytułowany „Useless” wydany przez Captiva Records. W 2001 grupa nagrała debiutancki album Healing wydany przez Maverick Records, którego prducentem był Johnny K.
Wkrótce gitarzysta zespołu Brian Arthur odszedł z zespołu, by zająć się innym projektem Goldfinger. Jego miejsce zajął Marc Serrano.
11 marca 2003 grupa wydała drugi album Becoming I, którego produkcją zajął się Andrew Murdock. Niedługo po tym zespół ruszył w trasę koncertową z inną nu-metalową grupą Korn, z którą wystąpili na festiwalu Ozzfest 2003. Również w 2003 ich piosenka „Bruises” została wykorzystana w filmie „Matrix Reaktywacja”. Niestety album Becoming I nie spełnił wymagań wytwórni i zespół rozpadł się w tym samym roku.

## Dyskografia

### Albumy
- 2000 Useless EP
- 2001 Healing
- 2003 Becoming I

### Single
- Face Down
- Failure
- Empty

### Piosenki użyte w filmach i grach
- „Nothing” w filmie „Mały Nicky”
- „Bruises” w filmie „Matrix Reaktywacja”
- „Bruises” w grze „True Crime: Streets of LA”
- „Crashing” w grze „Madden NFL 2004”